# Wendelstein 7-X
Fusionsreaktoren Wendelstein 7-X (forkortet W7-X) er en eksperimentel stellarator bygget i Greifswald, Tyskland, af Max Planck Institute for Plasma Physics (IPP) og færdiggjort i oktober 2015. W7-X's formål er at fremme stellarator teknologi. Denne eksperimentelle reaktor kommer ikke til at producere elektricitet, og anvendes kun til at evaluere hovedkomponenterne til et fremtidigt fusionskraftværk. W7-X er udviklet på basis af erfaringer fra dens forgænger Wendelstein 7-AS.
Pr.  2015 er Wendelstein 7-X reaktoren den største stellarator i verden. W7-X er designet til at opnå op til 30 minutters vedvarende plasma og den sidste opgradering er blevet afsluttet. W7-X er klar til driftsforsøg fra efteråret 2022. Den 15. februar 2023 blev der lavet en testplasmaudladning på 1,3 GJ over otte minutter.
Projektets navn, der refererer til bjerget Wendelstein i Bayern, blev navngivet i slutningen af 1950'erne, med reference til det tidligere Project Matterhorn fra Princeton University. (Matterhorn er et bjerg)
Forskningsanlægget er et uafhængig partnerprojekt med deltagerne Max-Planck Institute for Plasma Physics og Greifswalds Universitet.
- Wendelstein 7-X forskningskompleks i Greifswald, eksperimenthal til venstre
- Superledende fødekabler der bliver tilsluttet den superledende flade spole, 2008
- Konstruktion i maj 2012. Torussen, offset i testceller, og den store kran. Bemærk arbejderne til størrelsessammenligning
- Vidvinkel indeni stellaratoren, visende de rustfrie dækplader og de vandkølende kobber bagplader, som sandsynligvis vil blive dækket af grafitfliser og de vil fungere som armering for at beskytte imod plasma/væg interaktioner